# سيتيكولين
السيتيكولين (بالإنجليزية: Citicoline)‏ ويُعرف كذلك باسم سيتيدين ثنائي الفوسفات-كولين أو سيتيدين 5'-ثنائي فوسفات الكولين هو وسيط في توليد الفسفاتيديل كولين من الكولين، وهي عملية كيميوحيوية شائعة في الأغشية الخلوية. يوجد السيتيكولين بشكل طبيعي في الخلايا البشرية والأنسجة الحيوانية وبالتحديد في الأعضاء.

## استخدامه كمكمل غذائي
السيتيكولين متوفر كمكمل غذائي في أزيد من 70 دولة تحت عدة أسماء تجارية: سيبروتون، سيراكسون، سيديلين، سيتيفار، كوغنيزين، هيبيركول، نورأكسون، نيكولين، سينكرون، سومازين، سينابسين، ستارتونيل، تروزان، زيرينوس وغيرها. يُحلمأ السيتيكولين حين يُتناول كمكمل غذائي إلى الكولين والسيتيدين في الأمعاء. وحين يعبر هذان الجزيئان الحاجر الدموي الدماغي يُعاد تكوين السيتيكولين بواسطة الإنزيم المحدد لمعدل التفاعل ناقل سيتيديليل الكولين-فوسفات [الإنجليزية] في عملية اصطناع الفسفاتيديل كولين.